# Le lune di Giove
Le lune di Giove (The Moons of Jupiter) è una raccolta di racconti di Alice Munro pubblicata in Italia nel 2008 da Einaudi. La prima edizione in lingua inglese è stata pubblicata da Macmillan of Canada nel 1982. È stato candidato al Governor General's Awards nel 1982.

## Racconti
- I Chaddeley e i Fleming
- Dulse
- La stagione dei tacchini
- L'incidente
- Bardon, autobus n. 144
- Prue
- Festa di fine estate
- Mrs Cross e Mres Kidd
- Storie finite male
- La visita
- Le lune di Giove

## Edizioni
- Alice Munro, The Moons of Jupiter, Roma, Macmillan of Canada, 1982.
- Alice Munro, Le lune di Giove, traduzione di Susanna Basso, Einaudi, 2008,  p. 292, ISBN 9788806183523.